# Región Centro-Norte
La región Centro-Norte es una de las 13 regiones administrativas de Burkina Faso. Cuenta con una población de 1 202 025 habitantes (2006). La capital de la comarca es la ciudad de Kaya. Tres provincias - Bam, Namentenga y Sanmatenga, conforman la región.
- Datos: Q850064
- Multimedia: Centre-Nord (Burkina Faso) / Q850064